# Eivind Bolle

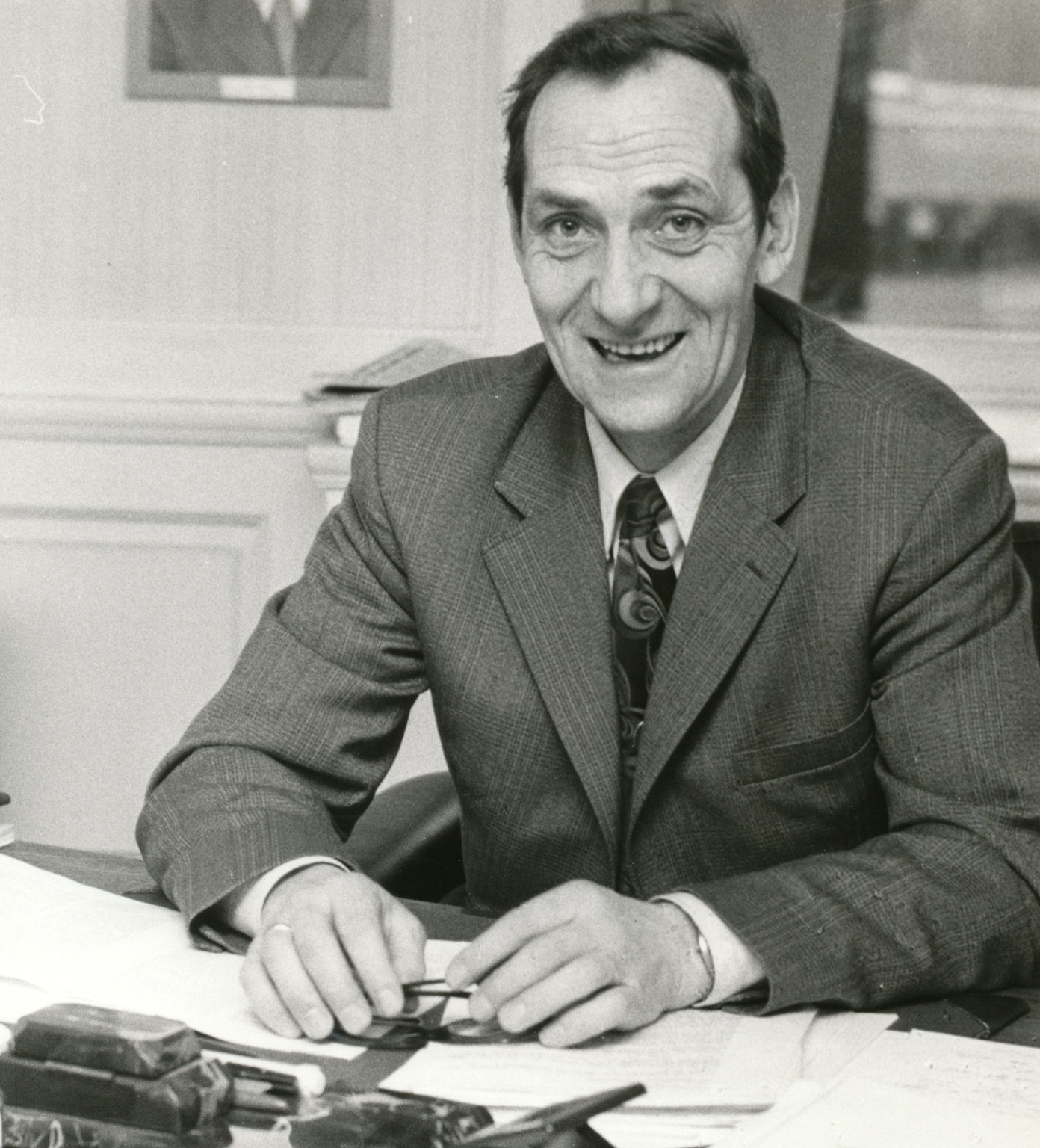
Eivind Bolle

Eivind Albin Andreas Bolle (* 13. Oktober 1923 in Hol, Nordland; † 10. Juni 2012) war ein norwegischer Politiker der Arbeiderpartiet (Ap). Zwischen 1973 und 1981 war er der Fischereiminister seines Landes.

## Leben
Bolle war seit 1938 als Fischer tätig und später auch Vertrauensmann in verschiedenen Fischereiorganisationen. Seine politische Laufbahn begann er 1959, als er für vier Jahre in das Kommunalparlament von Hol gewählt wurde. Anschließend saß er bis 1973 in der Kommunalvertretung von Vestvågøy gewählt wurde. Daneben war er zwischen 1965 und 1973 Mitglied des Landesvorstandes des Norwegischen Fischereiverbandes (Norges Fiskarlag).
Nachdem er zwischen 1969 und 1973 sogenannter Vararepresentant des Storting war, wurde er 1973 für die Ap Mitglied des Storting und vertrat in diesem bis 1985 Nordland. Daneben war er zwischen 1971 und 1973 auch Bürgermeister der Kommune Vestvågøy und Mitglied im Fylkesting von Nordland.
Am 16. Oktober 1973 wurde Bolle von Staatsminister Trygve Bratteli als Fischereiminister in dessen zweite Regierung berufen und bekleidete dieses Ministeramt bis zum 14. Oktober 1981 auch in der nachfolgenden Regierung von Staatsminister Odvar Nordli sowie im ersten Kabinett von Staatsministerin Gro Harlem Brundtland.
Zuletzt war Eiving Bolle zwischen 1984 und 1988 Vorsitzender der Arbeiderpartiet in der Provinz Nordland.